# Солодар Олександр Іванович
Солодар Олександр Іванович (нар. 2 січня 1970, м. Чигирин, Черкаська область) — український письменник, етнограф і краєзнавець.

## Життєпис
Після закінчення історичного факультету Прикарпатського університету ім. В. Стефаника працював учителем історії у селах Стецівка та Красносілля Чигиринського району, науковим співробітником Національного історико-культурного заповідника «Чигирин», головним спеціалістом управління з питань внутрішньої політики Черкаської обласної державної адміністрації.
Керівник літературної студії «Слово» (м. Чигирин, 1996—1998 рр.), Черкаського обласного літературного об'єднання ім. Василя Симоненка (1999—2008 рр.), літературного клубу «Сяйво талантів» (м. Черкаси, 2010—2011 рр.). Автор ідеї, редактор та упорядник альманахів Черкаського обласного літературного об'єднання ім. Василя Симоненка «Четвер» (2002 р.) і «Незабаром…» (2008 р.).
Член Національної спілки письменників України з грудня 2006 року. Автор понад 20 книг, зокрема поетичних збірок, психолого-педагогічних досліджень літературної творчості, історичних праць у авторській серії «Невідома Чигиринщина», монографій, підручників і посібників з методології аналітичної роботи та розвитку критичного мислення.

## Основні праці
- Чорний пілігрим. Поезії. — Черкаси, 1999. — 68 с.
- Нариси з історії Чигиринщини. — Черкаси, 2003. — 264 с.
- Апостол. Поезії. — Черкаси, 2004. — 100 с.
- Мене одним цілунком сотвори. Поезії. — Черкаси, 2007. — 100 с.
- Привиди Чорного шляху. Поезії. — Черкаси, 2007. — 102 с.
- Мрія про море. Серія «Невідома Чигиринщина». — Черкаси, Вид. Ю. Чабаненко, 2008. — 32 с.
- Як були коцурці… Серія «Невідома Чигиринщина». — Черкаси, Вид. Ю. Чабаненко, 2009. — 40 с.
- Галаганівска. Серія «Невідома Чигиринщина». — Черкаси, Вид. Ю. Чабаненко, 2010. — 82 с.
- Отаман Мамай: історія в документах. Серія «Невідома Чигиринщина». — Черкаси, Вид. Ю. Чабаненко, 2010. — 44 с.
- Запросини у казку. Вірші для дітей. — Черкаси, Видавець Чабаненко Ю. А., 2010. — 28 с.
- У полум'ї війни. Серія «Невідома Чигиринщина». — Черкаси, Вид. Ю. Чабаненко, 2012. — 68 с.
- Клинопис розбитого серця. Поезії. — Черкаси, Видавець Чабаненко Ю. А., 2012. — 136 с.
- Майстерня творчості. — Черкаси, Видавець Чабаненко Ю. А., 2014. — 152 с.
- З пам'яті народної. Серія «Невідома Чигиринщина». — Черкаси, Вид. Ю. Чабаненко, 2016. — 414 с.
- Тіньки. Серія «Невідома Чигиринщина». — Черкаси, Вид. Ю. Чабаненко, 2016. — 154 с.
- Мордва. Серія «Невідома Чигиринщина». — Черкаси, Вид. Ю. Чабаненко, 2019. — 224 с.
- Під покровом Холодного Яру. — Черкаси, Вид. Ю. Чабаненко, 2020. — 390 с.